# Вызов смерти
«Вызов смерти» (кит. 龍拳蛇手鬥蜘蛛, англ. Challenge of Death, букв. Драконий кулак (и) змеиная рука сражаются с пауком) — тайваньский фильм режиссёра Ли Цзонаня. Альтернативное китайское название — 龍虎平魔.

## Сюжет
Капитану полиции Лу Сяоюню поручено заняться делом о нелегальных поставках оружия. В качестве людей, способных помочь найти преступников, Сяоюню рекомендуют азартного игрока Цзян Сяолана и его подружку-куртизанку Ху Цзиньхуа, которая является посредником в торговле оружием и агентом крупных военачальников. Сяоюнь арестовывает игрока и сопровождает в город. По пути Сяоюнь просит Сяолана помочь в поимке торговца оружием взамен на свободу, на что тот соглашается. Капитан — эксперт стиля Кулак дракона, а Сяолан разбирается в стиле змеи, и второй не упускает шанса сбежать от капитана, из-за чего оба применяют своё мастерство. Однако, потеря бывшей подруги заставляет Сяолана встать на сторону капитана, и они вместе, используя свои навыки в боевых искусствах, противостоят мастеру Сун Тяньба, практикующего Кулак паука.

## В ролях
- Дориан Тань — капитан Лу Сяоюнь
- Дон Вон[кит.] — Цзян Сяолан по прозвищу Золотой Змей
- Чжан И[англ.] — Сун Тяньба
- Лю Мин — Ху Цзиньхуа
- Томми Ли — Ли Юньсян
- Джимми Лун Фон[кит.] — Чэнь Куй

## Восприятие
Критика на фильм была сдержанной, но благожелательной, и оценки соответствующие — 3 звезды из 5.